# Robson Gracie
Carlos Robson Gracie (Rio de Janeiro, 16 de janeiro de 1935 – Rio de Janeiro, 28 de abril de 2023) foi um lutador e mestre de jiu-jitsu brasileiro. Era o segundo filho de Carlos Gracie, fundador do esporte no Brasil. Foi faixa vermelha nono grau de jiu-jitsu. Carlos Robson é sobrinho de Hélio Gracie e irmão de Carlos Gracie Jr, Carlson Gracie, Rolls Gracie, Reyson Gracie, Carley Gracie, Reylson Gracie. Participou de competições de vale-tudo na década de 1950 e foi guarda-costas do governador Leonel Brizola na década de 1980. Foi presidente da Superintendência de Desportos do Estado do Rio (Suderj) e da Federação de Jiu-Jítsu do Estado. Deixou seis filhos, entre eles os lutadores Renzo Gracie, Ralph Gracie e Ryan Gracie, também deixou netos, entre eles Kyra Gracie e Neiman Gracie, além de bisnetos.

## Biografia
Aprendeu artes marciais com seu pai, Carlos Gracie, e seu tio Helio Gracie. Começou a lutar ainda criança e estreou no vale-tudo em abril de 1957, contra Artur Emidio. Durante a luta, finalizou seu adversário, mas se recusou a soltá-lo até o árbitro intervir. Apesar de sua pequena estatura, incidentes como esse marcaram sua vida profissional como um lutador tenaz.
Na década de 1960, serviu como guarda-costas de Leonel Brizola, cunhado do então presidente do Brasil, João Goulart. Suas afiliações políticas o colocaram sob o escrutínio do regime militar, após o golpe de 1964. Sua ajuda à organização guerrilheira marxista Ação Libertadora Nacional levou à sua prisão, e à prisão de vários membros de sua família, pelo Serviço Secreto Brasileiro. Sua esposa, Vera Lucia, fez representações ao governo militar brasileiro para libertar seu marido, o que resultou em sua própria prisão; no entanto, ela foi rapidamente libertada.

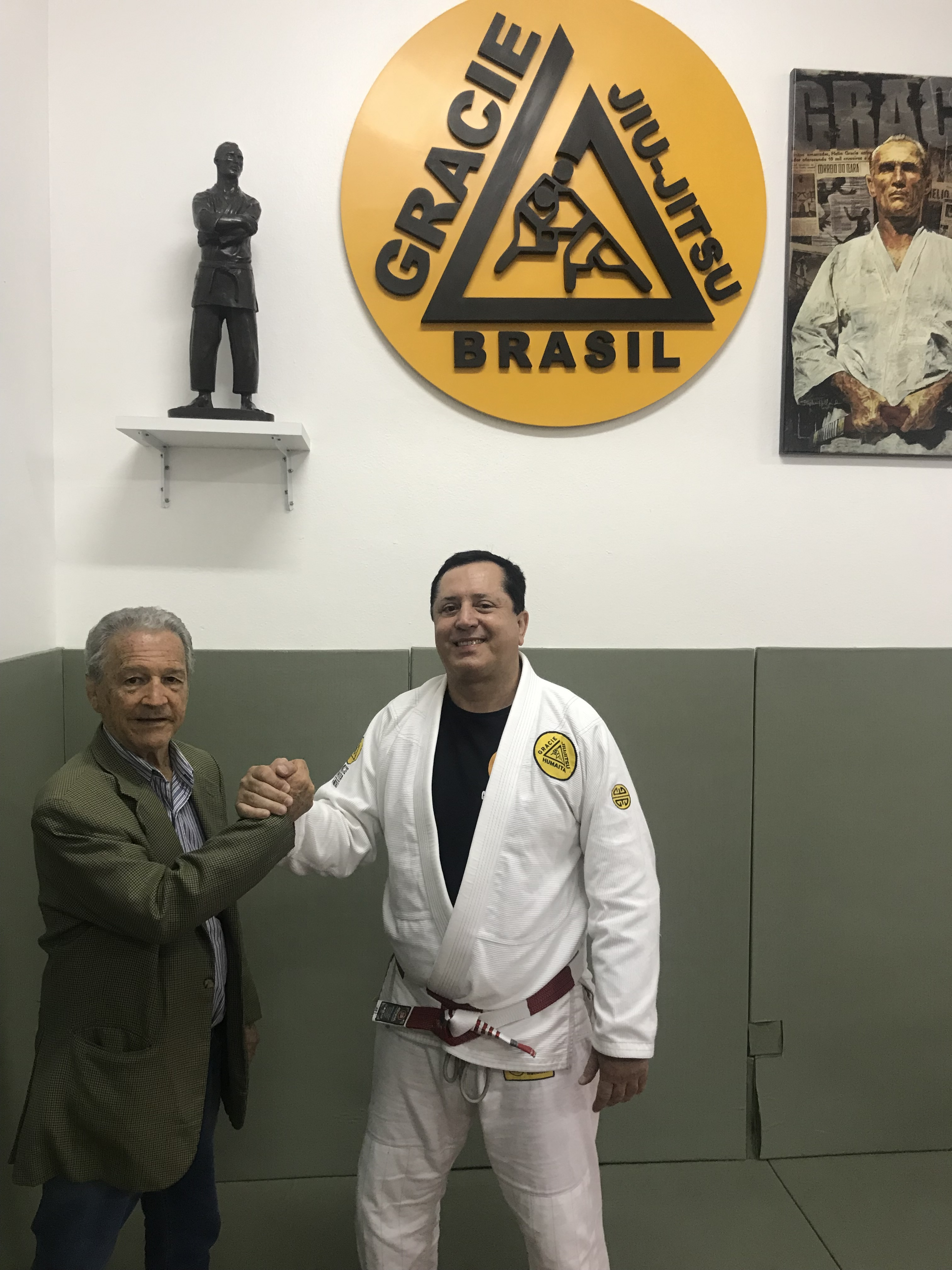
Robson Gracie a esquerda e Rolker Gracie a direita

Robson Gracie viveu e ensinou no Rio de Janeiro, onde foi presidente da Federação de Jiu-Jítsu do Estado. Em 25 de outubro de 2018, pouco antes do segundo turno das eleições gerais de 2018, Robson Gracie entregou uma faixa preta honorária ao futuro presidente do Brasil, Jair Bolsonaro, que nunca treinou jiu-jitsu.

## Morte
Robson Gracie morreu no Rio de Janeiro em 28 de abril de 2023, aos 88 anos. Alguns sites de notícias especularam que ele teria sofrido um infarto, mas isso não foi confirmado pela família.